# Ядерна енергетика Йорданії
У грудні 2016 року Комісія з атомної енергії Йорданії (JAEC) у співпраці з консорціумом, очолюваним Корейським науково-дослідним інститутом атомної енергії, урочисто відкрила дослідницький і навчальний реактор Йорданії потужністю 5 МВт. Об'єкт є першим ядерним реактором в країні. Він надаватиме радіоактивні ізотопи для медичного використання в Йорданії та забезпечуватиме навчання студентів університету для підготовки кваліфікованої робочої сили для запланованих у країні комерційних ядерних реакторів.
Станом на 2023 рік Йорданія розглядає варіанти закупівлі малих модульних реакторів.

## Ядерні станції
У 2007 році Йорданський комітет з ядерної стратегії був створений для того, щоб почати розвиток ядерних програм в Йорданії. Його кінцева мета полягає в тому, щоб до 2030 року атомна енергетика забезпечувала 30% електроенергії Йорданії та постачала електроенергію на експорт. На основі цієї програми були створені Йорданська комісія з атомної енергії та Йорданська комісія з ядерного регулювання. Також у 2007 році Йорданія оголосила про план, який допоможе розробити цивільну ядерну програму. Ця ядерна програма допоможе диверсифікувати енергетичний портфель Йорданії, що допоможе зменшити залежність Йорданії від імпорту енергоресурсів, який зараз споживає п'яту частину ВВП. В епоху Саддама Хусейна Йорданія була змушена покладатися на отримання нафти з Іраку за зниженою ціною. Вторгнення Сполучених Штатів у 2003 році перервало угоди та змусило Йорданію шукати нафту в іншому місці, тому Йорданія звернулася до Єгипту за нафтою та газом. Арабська весна та усунення президента Єгипту Хосні Мубарака у 2011 році перервали це постачання нафти, ще більше відштовхнувши Йорданію від енергетичної кризи. Відтоді Йорданія стала залежною від імпорту газу з Ізраїлю, який у Йорданії дуже непопулярний.
У квітні 2012 року Йорданська комісія з атомної енергії скоротила список із семи до двох можливих постачальників реакторів. Коло двох постачальників було звужено до Areva-Mitsubishi Heavy Industries і російської компанії «АтомСтройЕкспорт». Технологія реактора ще не визначена, але орієнтовний термін прийняття цього рішення – середина травня 2014 року. Дослідницький реактор стане координаційним центром для Центру ядерних технологій, який навчатиме наступні покоління ядерних інженерів і вчених у Королівстві, а також надаватиме послуги з опромінення для промислового, сільськогосподарського та медичного секторів. У березні 2013 року Йорданія отримала схвалення на початок будівництва дослідницького та навчального реактора в Йорданському університеті науки та технологій. Приблизна вартість реактора становить 130 мільйонів доларів, причому щонайменше 70 мільйонів доларів кредитує уряд Південної Кореї.
У 2018 році Йорданія оголосила, що відмовилася від планів будівництва реакторів потужністю гігават протягом наступних 10 років через труднощі із забезпеченням достатньою кількістю води для охолодження та фінансуванням. Натомість Йорданія розгляне варіанти невеликих модульних реакторів.
У 2018 році Комісія оголосила, що Йорданія веде переговори з кількома компаніями щодо будівництва першої в країні комерційної атомної станції, реактора з гелієвим охолодженням, який планується завершити до 2025 року.
Йорданія також надала Areva ексклюзивні права на видобуток урану в центральній частині Йорданії.

## Міжнародні взаємини
Йорданія покладається на міжнародну співпрацю для доступу до ядерних технологій. Щоб стати ядерною державою, Йорданії довелося підписати численні угоди та створити нові відносини з країнами по всьому світу. Йорданія підписала меморандуми про взаєморозуміння з США, Великою Британією, Канадою, Францією, Японією, Китаєм, Росією, Іспанією, Південною Кореєю, Аргентиною, Румунією та Туреччиною. У грудні 2009 року Йорданська комісія з атомної енергії (JAEC) у співпраці з консорціумом на чолі з Корейським науково-дослідним інститутом атомної енергії підписали угоду з компанією Daewoo Heavy Industries про будівництво свого першого дослідницького реактора до 2014 року в Йорданському університеті науки і технологій.
Йорданія є учасником Договору про нерозповсюдження ядерної зброї, який сприяє мирному використанню ядерної енергії. Йорданія серйозно ставиться до своїх зобов’язань за цією угодою і, таким чином, прагне йти міжнародно схваленим шляхом до отримання ядерної енергії. У жовтні 2013 року російський проєкт ВВЕР-1000 був обраний на конкурсі для першої в Йорданії двох реакторної атомної електростанції. Нещодавно у квітні 2014 року король Абдалла II зустрівся з президентом Росії Володимиром Путіним, щоб обговорити можливе йордансько-російське ядерне співробітництво.
Йорданія підписала меморандуми про взаєморозуміння зі Сполученими Штатами, Сполученим Королівством, Канадою, Францією, Японією, Китаєм, Росією, Іспанією, Південною Кореєю, Аргентиною, Румунією та Туреччиною щодо надання допомоги Йорданії в ядерній енергетиці та видобутку урану.

## Антиядерні кампанії
Оскільки уряд Йорданії наближається до розробки атомних електростанцій, місцевий антиядерний рух набирає обертів. Рух очолює Базель Бурган, захисник навколишнього середовища та активіст, який очолює Національну кампанію, неприбуткову організацію, яка виступає проти ядерної енергії. Національна кампанія наголошує на ідеї, що атомні електростанції можуть забруднити дефіцитні запаси води в Йорданії. Кілька волонтерів Грінпіс у Йорданії взяли участь у йорданському антиядерному русі. Вони спонукали уряд до ідеї створення енергетичної політики, заснованої на відновлюваних ресурсах. У 2013 році Грінпіс опублікував звіт під назвою «Майбутнє відновлюваної енергії в Йорданії», щоб висловити занепокоєння щодо ядерної енергетики, особливо щодо води та сейсмічних проблем, і виступити за збільшення використання відновлюваних джерел енергії. Грінпіс Йорданії вважає, що до 2050 року Йорданія зможе на 100% задовольнити свої потреби в енергії за рахунок відновлюваних джерел.
Противники ядерної енергетики особливо стурбовані впливом атомних електростанцій на водопостачання Йорданії. Йорданія є четвертою найбіднішою країною у світі з водними ресурсами та має менш як 15% водної межі бідності ООН. Одне з можливих місць для реактора було б над водоносним горизонтом Азрак, який забезпечує більшу частину прісної води в Аммані. Екологи попереджають, що незначна аварія на станції може отруїти до 1/3 води в країні. Йорданія вже зіткнулася зі швидким виснаженням водних ресурсів, що викликає сумніви, чи може країна дозволити собі ризикнути будівництво цих електростанцій. Федерація екологічних товариств Йорданії використала відсутність у Йорданії водних ресурсів як платформу для своїх антиядерних поглядів. Брак води також викликає занепокоєння щодо градирень, які будуть використовувати приблизно 500 мільйонів кубічних метрів води на рік.